# Missing You〜Time To Love〜feat.KWANGSOO,JIHYUK,GEONIL(from 超新星)
「Missing You〜Time To Love〜feat.KWANGSOO,JIHYUK,GEONIL (from 超新星)」（ミッシング・ユー〜タイム・トゥ・ラブ〜フィーチャリング グァンス、ジヒョク、ゴニル(フロム ちょうしんせい)）は、2011年1月12日に発売された日本の女性歌手・玉置成実の20枚目のシングル。

## 概要
- 前作「思い出になるの?」から約11ヶ月ぶりのリリース
- 1ヶ月後にリリースを控えたオリジナル・アルバム『Ready』の先行シングル。
- 前作同様CDのみの1形態でリリース。

## 収録曲
1. Missing You 〜Time To Love〜 feat. KWANGSOO,JIHYUK,GEONIL (from 超新星)
2. Missing You 〜Time To Love〜 feat. KWANGSOO,JIHYUK,GEONIL (from 超新星) (U.F.S Remix)
3. Missing You 〜Time To Love〜 feat. KWANGSOO,JIHYUK,GEONIL (from 超新星) (Instrumental)